# 1844 dans le catholicisme
Chronologie du catholicisme
- 1840
- 1841
- 1842
- 1843
- 1844
- 1845
- 1846
- 1847
- 1848

Cet article présente les faits marquants de l'année 1844 dans le catholicisme.

## Évènements
- 22 janvier : Création de 4 cardinaux par Grégoire XVI.
- 22 juillet : Création de 5 cardinaux par Grégoire XVI.

## Naissances
- 7 janvier : Sainte Bernadette Soubirous, religieuse, témoin des apparitions mariales de Lourdes († 16 avril 1879)
- 9 décembre : Giulio Tonti, cardinal italien, diplomate du Saint-Siège et évêque titulaire de Samos (de) puis archevêque titulaire de Sardes (de) et d'Ancyre (de) († 11 décembre 1918)

## Décès
- 1er janvier : Gustave-Maximilien-Juste de Croÿ-Solre, cardinal français, archevêque de Rouen (° 12 septembre 1773)
- 31 janvier : Giovanni Battista Bussi, cardinal italien, archevêque de Bénévent (° 29 janvier 1755)
- 19 avril : Bartolomeo Pacca, cardinal italien de la Curie (° 23 décembre 1756)